# 1733 w muzyce

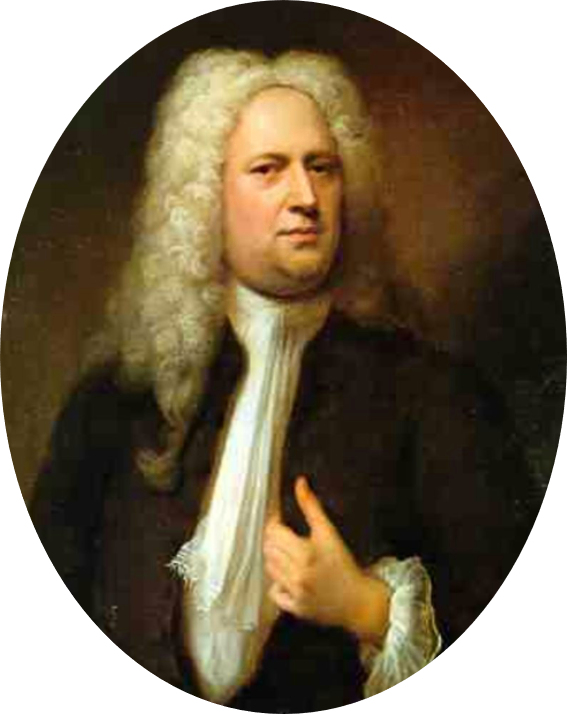
Georg Friedrich Händel w 1733 roku

Wydarzenia muzyczne w 1733 roku.

## Dzieła
- Johann Sebastian Bach Kantate zum Jubilaeum Augusts III (kantata 215)
- Pietro Locatelli – Arte del violino – zbiór sonat (op. 3)
- Georg Philipp Telemann – Musique de Table ("Tafelmusik")
- Georg Philipp Telemann – Koncert E-dur
- Jan Dismas Zelenka – Missa Eucharistica
- Jan Dismas Zelenka – Missa Purificationis Beatae Virginis Mariae
- Jan Dismas Zelenka – Requiem w D
- Jan Dismas Zelenka – Invitatorium, lectiones et responsoria
- Jan Dismas Zelenka – Barbara dira effera (motet)

## Dzieła operowe
- Antonio Vivaldi – La fida Ninfa
- Giovanni Battista Pergolesi La serva padrona
- Johann Adolf Hasse Gentes Barbarae Alta nubes ilustrata
- Johann Adolf Hasse Gentes Barbarae  Tartarae turbae
- Jean-Philippe Rameau Hippolyte et Aricie

## Urodzili się
- 17 stycznia – Thomas Linley, angielski kompozytor i dyrygent (zm. 1795)
- 2 kwietnia – Giacomo Tritto, włoski kompozytor (zm. 1824)
- 22 września[a] – Anton Filtz, niemiecki kompozytor pochodzenia czeskiego (zm. 1760)

Data dzienna nieznana
- Johann Christian Fischer, niemiecki kompozytor i oboista (zm. 1800)

## Zmarli
- 26 lutego – Johann Adam Birkenstock, niemiecki skrzypek i kompozytor okresu baroku (ur. 1687)
- 18 maja – Georg Böhm, niemiecki kompozytor i organista (ur. 1661)
- 11 września – François Couperin Le Grand, francuski kompozytor, klawesynista (ur. 1668)